# Empis lachaisei
Empis lachaisei är en tvåvingeart som beskrevs av Christophe Daugeron och Patrick Grootaert 2005. Empis lachaisei ingår i släktet Empis och familjen dansflugor.
Artens utbredningsområde är Elfenbenskusten. Inga underarter finns listade i Catalogue of Life.